# شبيه الفلفل
شبيه الفلفل (الاسم العلمي: Peperomia) (نبات المُبَرِّد)، هو واحد من جنسين كبيرين من فصيلة الفليفلة. معظمها عبارة عن نباتات نباتية صغيرة معمرة راكبة تنمو على الخشب الفاسد. تم تسجيل حوالي 1834 نوع، توجد في جميع المناطق الاستوائية وشبه الاستوائية في العالم، على الرغم من تمركزها في أمريكا الوسطى وشمال أمريكا الجنوبية. عُثر على عدد محدود من الأنواع (حوالي 17) في أفريقيا.